# Oedothorax savigniformis
Oedothorax savigniformis – gatunek pająka z rodziny osnuwikowatych.
Gatunek ten opisany został w 1998 roku przez Andrieja Tanasiewicza na podstawie dwóch samców odłowionych w 1988 roku.
Pająk o ciele długości około 2 mm. Karapaks ma 1,05 mm długości, 0,75 mm szerokości i brudnoszarą barwę z promieniście rozchodzącymi się paskami. Odnóża są jasnobrązowe z trichobotriami na wszystkich nadstopiach. Ciemnoszara opistosoma ma 1,05 mm długości i 0,73 mm szerokości. Charakterystyczną cechą gatunku jest kształt wyniosłości na karapaksie.
Gatunek himalajski, znany tylko z Nepalu, z dystryktów Panchthar i Taplejung. Podawany z lasów mieszanych i terenów uprawnych, z wysokości 2300–2600 m n.p.m..